# Rättsfråga
Rättsfråga är det rättsliga bedömandet av den framlagda fakta.
Man skiljer inom juridiken på  rättsfrågan och bevisfrågan (även kallad sakfrågan). Medan man med bevisfrågan menar frågan om vad i målet är att anse för sant, avses med rättsfrågan rättstillämpningen, det vill säga frågan om hur fakta ska bedömas ur rättslig synvinkel. Frågan om person A har slagit person B är en bevisfråga, och frågor om vilken lagbestämmelse som kan tillämpas och vilken påföljden kan bli är en rättsfråga.